# Кирил Захаринов
Кирил Методиев Захаринов (8 декември 1941 – 1 февруари 2025) е български електроинженер, дългогодишен преподавател, доцент и декан на Електротехническия факултет на Техническия университет в София.
Завършва Висшия машинно-електротехнически институт (дн. ТУ – София) през 1968 г. със специалност „Електрически централи и мрежи“. През 1984 г. защитава кандидатска дисертация на тема: „Управление на процесите, протичащи при пускане на хидроагрегат в паралелна работа чрез микропроцесорна система“.
Професионалната му кариера е тясно свързана с Техническия университет – започва като стажант-асистент през 1968 г., преминава през длъжността асистент (1970) и достига до доцент по системи за диспечерско управление (1986). Ръководи катедра „Електрически централи“ в периода 1989 – 1992 г., а от 1995 до 1999 г. е декан на Електротехническия факултет.
Научните му интереси и преподавателска дейност са съсредоточени в областта на управлението на териториално разпределени енергийни потребители, микропроцесорни системи за автоматично управление на енергийни обекти и синхронизация на генератори. Участвал е в изследвания и разработки, свързани с възможности за подобрения в системите за надеждно захранване и управление в 1-вия и 2-рия блок на АЕЦ „Козлодуй“.

## Награди
- 2007 г. – златен медал от ТУ – София за преподавателска, научноизследователска и ръководна административна дейност.
- 2011 г. – златен медал по случай 70-годишнината си.

## Публикации и научен принос

### Книги
- Телемеханика и диспечерско управление (1979, в съавторство със С. Нанчев) – учебник в областта на управлението на електроенергийни системи.

### Патенти
- Система за генериране на реактивна мощност в електроенергийната система (BG65250)
- Система за генериране на реактивна мощност в електроенергийната система (BG65267)

### Избрани публикации
- СТРУКТУРА НА СИСТЕМА ЗА УПРАВЛЕНИЕ НА ОБРАТИМИТЕ ДВИГАТЕЛ-ГЕНЕРАТОРНИ ГРУПИ В СИСТЕМИТЕ ЗА НАДЕЖДНО ЗАХРАНВАНЕ В АЕЦ „КОЗЛОДУЙ“ – ЕНЕРГИЕН ФОРУМ '2000'
- Идентификация на обекти и синтез на базови модули за математическо моделиране на САУ [Система за Автоматично Управление] на постояннотокова машина от системите за надеждно захранване в АЕЦ „Козлодуй“
- Моделиране на система за управление на постояннотокова машина от системите за надеждно захранване в АЕЦ „Козлодуй“ в генераторен режим
- МОДЕЛИРАНЕ НА СИСТЕМА ЗА УПРАВЛЕНИЕ НА СИНХРОННА МАШИНА ОТ СИСТЕМИТЕ ЗА НАДЕЖДНО ЗАХРАНВАНЕ В АЕЦ „КОЗЛОДУЙ“ – ОПТИМИЗАЦИЯ НА НАСТРОЙКИТЕ В ГЕНЕРАТОРЕН РЕЖИМ – ЕНЕРГИЕН ФОРУМ '2001'
- МОДЕЛИРАНЕ НА СИСТЕМА ЗА УПРАВЛЕНИЕ НА СИНХРОННА МАШИНА ОТ СИСТЕМИТЕ ЗА НАДЕЖДНО ЗАХРАНВАНЕ В АЕЦ „КОЗЛОДУЙ“ – ОПТИМИЗАЦИЯ НА НАСТРОЙКИТЕ В ДВИГАТЕЛЕН РЕЖИМ – ЕНЕРГИЕН ФОРУМ '2001'
- МОДЕЛИРАНЕ НА СИСТЕМА ЗА УПРАВЛЕНИЕ НА СИНХРОННА МАШИНА ОТ СИСТЕМИТЕ ЗА НАДЕЖДНО ЗАХРАНВАНЕ В АЕЦ „КОЗЛОДУЙ“ – БАЗОВИ СТРУКТУРНИ МОДЕЛИ ЗА ОПТИМИЗАЦИЯ НА НАСТРОЙКИТЕ НА САУ – ЕНЕРГИЕН ФОРУМ '2001'
- ИДЕНТИФИКАЦИЯ НА ПАРАМЕТРИ НА ОБЕКТ С ЦЕЛ МАТЕМАТИЧЕСКО МОДЕЛИРАНЕ НА САУ НА СИНХРОННА МАШИНА ОТ СИСТЕМИТЕ ЗА НАДЕЖДНО ЗАХРАНВАНЕ В АЕЦ'КОЗЛОДУЙ' – ЕНЕРГИЕН ФОРУМ '2001'
- ВЪЗМОЖНОСТИ ЗА ИЗПОЛЗВАНЕТО НА ТУРБОГЕНЕРАТОРИТЕ КЪМ 1 И 2 ЕНЕРГОБЛОКОВЕ НА АЕЦ „КОЗЛОДУЙ“ – ЕНЕРГИЕН ФОРУМ '2004'

## Външни връзки
- Алманах на Техническия университет – София, София: ТУ – София, 2015
- Телемеханика и диспечерско управление – 1979, в съавторство със С. Нанчев
- Управление на процесите, протичащи при пускане на хидроагрегат в паралелна работа чрез микропроцесорна система – дисертация на доц. д-р. инж. Кирил Захаринов